# Cebrio tarifensis
Cebrio tarifensis là một loài bọ cánh cứng trong họ Cebrionidae. Loài này được Dieck miêu tả khoa học năm 1870.